# Tempête tropicale Colin (2010)
La tempête tropicale Colin est le troisième système tropical nommé de la Saison cyclonique 2010 dans l'océan Atlantique nord et le premier à menacer les Bermudes depuis l'ouragan Bill de 2009.

## Évolution météorologique
Le National Hurricane Center (NHC) a identifié une onde tropicale au-dessus du Sénégal le 29 juillet. Celle-ci s'est déplacée vers l'ouest, dans le flux de l'anticyclone subtropical tout en se développant. Le 1er août, un centre de rotation est apparu alors que l'onde passait au sud des îles du Cap-Vert et tôt le 2 août, il devenait la dépression tropicale Quatre. 
Vingt-quatre heures plus tard, la tempête tropicale Colin était née, se dirigeant rapidement vers l'ouest. Il s'agissait d'un système de petit diamètre, dont les vents de force de tempête ne s'étendaient qu'à (110 km) de son centre, qui ne put s'intensifier car il passait dans une zone de fort cisaillement de vents en altitude. Le 3 août en après-midi, Colin était redevenue une dépression tropicale mais avait encore un certain potentiel de développement.
Colin se réorganisa tard le 4 août, en passant au nord-est des Petites Antilles, en un système de plus large diamètre et des bandes de précipitations convectives intenses. Cependant, il n'avait pas de centre de rotation fermé. Il a fallu attendre le 5 août pour qu'il reprenne le titre de tempête tropicale qui se dissipa après le 8 août,.

## Préparatifs
Lorsque Colin redevint une tempête tropicale le 5 août, le gouvernement des Bermudes émit un avertissement de tempête pour l'archipel. L'onde de tempête devait être en général de 60 à 90 cm mais pouvait atteindre 1,5 mètre par endroits et affecter les plages faisant face au sud. Des quantités de pluie de l'ordre de 100 à 150 mm étaient également prévues. Ces prévisions furent revues à la baisse avec l'affaiblissement de Colin le 6 août, les quantités de pluie ne devant plus s'élever qu'à 25 mm.

## Impacts
Le 7 août, toutes les plages des Bermudes étaient fermées à cause des vagues et des dangereux ressacs. Le bateau de croisière MS Explorer of the Seas de la Royal Caribbean, arrivé le 7 août aux Bermudes, dut passer la nuit dans le port. Comme Colin n'était plus qu'une dépression tropicale avant d'effleurer les Bermudes, ses effets y ont cependant été assez minimes. Les vents maximaux soutenus enregistrés ont été de 50 km/h, avec des rafales de 60 km/h, et il n'est tombé que 4 mm de pluie à l'aéroport international L.F. Wade. 
Par contre, la houle engendrée par le système a atteint la côte Est des États-Unis à des centaines de kilomètres de là. Entre le 7 et le 9 août, les sauveteurs ont dû faire 205 sorties le long de la côte de Caroline du Nord à cause de la mer agitée,. Le 7 août, un homme dans la cinquantaine s'est ainsi noyé quand il fut emporté par le courant d'arrachement à Ocracoke (Caroline du Nord).

### Source
- (en) Cet article est partiellement ou en totalité issu de l’article de Wikipédia en anglais intitulé « Tropical Storm Colin (2010) » (voir la liste des auteurs).